# Aberu Ayana
Aberu Ayana Mulisa (amharisch አበሩ አያና ሙሊሳ; * 17. September 2000) ist eine äthiopische Leichtathletin, die sich auf den Langstreckenlauf spezialisiert hat.

## Sportliche Laufbahn
Ihre sportliche Premiere feierte Aberu Ayana beim Ravenna-Marathon 2018, den sie in 2:36:32 h mit nur 18 Jahren für sich entscheiden konnte. Im Jahr darauf siegte sie beim 10-km-Straßenlauf in Langreo in 32:46 min und anschließend wurde sie beim Kopenhagen-Marathon in 2:34:39 h Dritte, wie auch im September in 2:37:07 h beim Warschau-Marathon. 2023 gelangte sie beim Sevilla-Marathon mit 2:21:54 h auf Rang zwei und siegte im Oktober in 2:25:06 h beim Lissabon-Marathon. Im Jahr darauf siegte sie in 1:08:51 h beim Guadalajara-Halbmarathon in Mexiko und gewann damit erstmals ein Rennen der höchsten Platin-Kategorie der World Athletics Label Road Races. Im März belegte sie bei den Afrikaspielen in Accra in 34:45,37 min den vierten Platz im 10.000-Meter-Lauf und im September belegte sie beim Berlin-Marathon in 2:20:20 h den vierten Platz. 

## Persönliche Bestleistungen
- 10-km-Straßenlauf: 32:46 min, 13. April 2019 in Langreo
- Halbmarathon: 1:08:51 h, 25. Februar 2024 in Guadalajara
- Marathon: 2:20:20 h, 29. September 2024 in Berlin